# アイデ・イスカンダル
アイデ・イスカンダル・ビン・サハク（Aide Iskandar bin Sahak、1975年5月28日 - ）は、シンガポールの元サッカー選手。元同国代表主将で現役時代のポジションはCB。現在はSリーグに所属するヤング・ライオンズの監督を務めている。

## 選手歴
1996年にホーム・ユナイテッドに加盟した後に10年間同チームの選手として過ごした。2005年11月には隣国マレーシアのジョホールFAに移籍した。しかし2006年のシーズンはタンピネス・ローバースFCにレンタル移籍した為にこの年もSリーグで過ごした。2007年にはゲイラン・ユナイテッドFCに移籍した。
同年8月26日、彼は審判のスフビル・シンに対して「この試合に幾ら賭けたんだ」と聞いたと報じられており、結局ゲイランはこの試合の最後5分で2点を決められてホーム・ユナイテッドに敗北した。これによってアイデは5試合の出場禁止及び2500シンガポールドルの罰金が9月4日に課された。その後、シンガポールサッカー協会は彼を2試合の出場停止、4000シンガポールドルの罰金へとその処分を変更した。
この騒動によって、アラブ首長国連邦代表戦、パレスチナ代表戦の代表入りから脱落した。処分終了後には再び代表に復帰した。

## 代表歴
アイデが代表デビューしたのは1995年2月21日のニュージーランド代表戦である。しかしながら、得点を初めて挙げたのは2006年6月3日のマレーシア代表戦であり、結局この1点のみを代表では獲得したのみである。その後2007年5月17日にはFIFAセンチュリークラブのリストに掲載された。
同年11月9日、2010 FIFAワールドカップ・アジア予選のタジキスタン代表戦のキックオフの数時間前に代表引退を突然表明した。その後、主将はインドラ・サーダン・ダウドに引き継がれた。

## 監督歴
2008年4月、セリエAのファンであるアイデがシンガポールで同年末に開かれるACミランのジュニアスクールの技術監督を務める事が発表された。
2009年のシーズンは現役を引退したセンカン・プンゴルのアシスタントコーチに就任し、前シーズンのミルコ・グラボヴァツに近い位置となった。コーチのヨルグ・シュタインブルーナーが解雇されると彼はメディカルコーチになった。
2013年にはヤング・ライオンズの監督に就任した。ヤング・ライオンズは8月にリーグで1勝を挙げたのみで、彼の監督初シーズンは最下位の成績を残した。ヴァラダラジュ・スンドラムールシーの退任に伴い、アイデはシンガポールU-23代表の監督にも就任した。U-23代表では2013年の東南アジア競技大会への出場を果たした。
2015年の東南アジア競技大会でのインドネシアU-23代表戦での1-0の敗戦によって、監督を辞任した。

## 生活
アイデは2000年5月7日に結婚しており、妻との間には3人の子供がいる。

## タイトル

### 選手

#### クラブ
ホーム・ユナイテッド
- Sリーグ: 1999, 2003
- シンガポール・カップ: 2000, 2001, 2003, 2005

タンピネス・ローバースFC
- シンガポール・カップ: 2006

#### 代表
シンガポール
- 東南アジアサッカー選手権: 1998, 2004, 2007
- 東南アジア競技大会
  - 銅 – 1995

### 監督
シンガポール U-23
- 東南アジア競技大会
  - 銅 – 2013